# Associazione Calcio Carpenedolo 2008-2009
In questa pagina si riportano le statistiche relative all'Associazione Calcio Carpenedolo nella stagione 2008-2009.

## Divise e sponsor
Lo sponsor tecnico per la stagione 2008-2009 era Erreà, mentre lo sponsor ufficiale La Leonessa.
| Casa | Trasferta |  |

## Rosa
| N. |                    | Ruolo | Calciatore         |
| -- | ------------------ | ----- | ------------------ |
|    | Italia (bandiera)  | P     | Andrea Sentimenti  |
|    | Italia (bandiera)  | P     | Fabio Virgili      |
|    | Italia (bandiera)  | D     | Silvio Anesa       |
|    | Italia (bandiera)  | D     | Simone Cirina      |
|    | Italia (bandiera)  | D     | Fabio Grieco       |
|    | Italia (bandiera)  | D     | Filippo Mattiuzzo  |
|    | Italia (bandiera)  | D     | Matteo Nichele     |
|    | Italia (bandiera)  | D     | Marco Ruffini      |
|    | Camerun (bandiera) | D     | Thomas Fabrice Som |
|    | Italia (bandiera)  | D     | Alessandro Wilson  |
|    | Italia (bandiera)  | C     | Alessio Allegrini  |
|    | Italia (bandiera)  | C     | Gianluca Benaglio  |
|    | Italia (bandiera)  | C     | Stefano Bordiga    |

| N. |                   | Ruolo | Calciatore         |
| -- | ----------------- | ----- | ------------------ |
|    | Italia (bandiera) | C     | Salvatore Del Sole |
|    | Italia (bandiera) | C     | Alessio Germani    |
|    | Italia (bandiera) | C     | Matteo Nichele     |
|    | Italia (bandiera) | C     | Andrea Poli        |
|    | Italia (bandiera) | C     | Filippo Savi       |
|    | Italia (bandiera) | C     | Paolo Vignali      |
|    | Italia (bandiera) | C     | Mattia Zagari      |
|    | Italia (bandiera) | A     | Enrico Chiarini    |
|    | Italia (bandiera) | A     | Antonio Croce      |
|    | Italia (bandiera) | A     | Leandro Martínez   |
|    | Italia (bandiera) | A     | Emanuele Orlandi   |
|    | Italia (bandiera) | A     | Mattia Pin         |
|    | Italia (bandiera) | A     | Emil Zubin         |

## Risultati

### Campionato

#### Girone di andata
| 31 agosto 2008 1ª giornata | Carpenedolo | 0 – 1 | Alessandria |  |

| 7 settembre 2008 2ª giornata | Südtirol | 0 – 1 | Carpenedolo |  |

| 14 settembre 2008 3ª giornata | Carpenedolo | 2 – 3 | Sambonifacese |  |

| 21 settembre 2008 4ª giornata | Pavia | 2 – 2 | Carpenedolo |  |

| 28 settembre 2008 5ª giornata | Carpenedolo | 0 – 1 | Ivrea |  |

| 5 ottobre 2008 6ª giornata | Pizzighettone | 0 – 1 | Carpenedolo |  |

| 12 ottobre 2008 7ª giornata | Carpenedolo | 1 – 1 | Alghero |  |

| 19 ottobre 2008 8ª giornata | Pro Vercelli | 0 – 2 | Carpenedolo |  |

| 26 ottobre 2008 9ª giornata | Carpenedolo | 1 – 0 | Valenzana |  |

| 2 novembre 2008 10ª giornata | Mezzocorona | 1 – 1 | Carpenedolo |  |

| 9 novembre 2008 11ª giornata | Carpenedolo | 2 – 1 | Montichiari |  |

| 16 novembre 2008 12ª giornata | Olbia | 2 – 1 | Carpenedolo |  |

| 23 novembre 2008 13ª giornata | Carpenedolo | 1 – 2 | Como |  |

| 30 novembre 2008 14ª giornata | Itala San Marco | 0 – 0 | Carpenedolo |  |

| 7 dicembre 2008 15ª giornata | Carpenedolo | 0 – 1 | Varese |  |

| 14 dicembre 2008 16ª giornata | Rodengo Saiano | 2 – 1 | Carpenedolo |  |

| 21 dicembre 2008 17ª giornata | Carpenedolo | 0 – 1 | Canavese |  |

#### Girone di ritorno
| 11 gennaio 2009 18ª giornata | Alessandria | 0 – 0 | Carpenedolo |  |

| 18 gennaio 2009 19ª giornata | Carpenedolo | 2 – 0 | Südtirol |  |

| 25 gennaio 2009 20ª giornata | Sambonifacese | 2 – 2 | Carpenedolo |  |

| 1º febbraio 2009 21ª giornata | Carpenedolo | 0 – 2 | Pavia |  |

| 15 febbraio 2009 22ª giornata | Ivrea | 3 – 0 | Carpenedolo |  |

| 22 febbraio 2009 23ª giornata | Carpenedolo | 1 – 1 | Pizzighettone |  |

| 1º marzo 2009 24ª giornata | Alghero | 1 – 0 | Carpenedolo |  |

| 8 marzo 2009 25ª giornata | Carpenedolo | 0 – 2 | Pro Vercelli |  |

| 15 marzo 2009 26ª giornata | Valenzana | 0 – 0 | Carpenedolo |  |

| 29 marzo 2009 27ª giornata | Carpenedolo | 2 – 4 | Mezzocorona |  |

| 5 aprile 2009 28ª giornata | Montichiari | 2 – 0 | Carpenedolo |  |

| 11 aprile 2009 29ª giornata | Carpenedolo | 1 – 1 | Olbia |  |

| 19 aprile 2009 30ª giornata | Como | 1 – 0 | Carpenedolo |  |

| 26 aprile 2009 31ª giornata | Carpenedolo | 1 – 1 | Itala San Marco |  |

| 3 maggio 2009 32ª giornata | Varese | 1 – 1 | Carpenedolo |  |

| 10 maggio 2009 33ª giornata | Carpenedolo | 1 – 0 | Rodengo Saiano |  |

| 17 maggio 2009 34ª giornata | Canavese | 2 – 2 | Carpenedolo |  |